# Livedoor事件
livedoor危机（英文：Livedoor shock），又称“livedoor事件”，是2006年日本证券金融市场的一宗事件，这起事件是由日本livedoor公司的丑闻引起。
2006年1月16日，東京地方检察厅特别搜查部与日本证券交易监视委员会，以livedoor公司及其下属的子公司涉嫌违反《证券交易法》有关规定，强行搜查livedoor公司总部及其董事长堀江贵文的住所。次日，日本股票市场受到这一消息的震撼，股价大幅下落。1月23日，堀江貴文被正式逮捕。
目前，在日本经济界，livedoor事件不仅指livedoor企业的股票暴跌，而且也用来指日本股票市场整体的下跌，因為當時日股正處於急速上升期，livedoor的崩盤事件，誤引發股市泡沫恐慌感，使其他股票也受到程度不一的短期跌勢，不過後來在刑事審判期間，其他個股已經逐漸恢復正常。

## 事件概要

### 背景
2005年7月，日本股票市場的日经指數从1万2000點涨到1万6000點，这一大漲33％的趋势被市场认为是日本经济复苏的象征。此后，各大上市公司的股票交易都非常活跃，让人容易联想到1980年后期的泡沫经济时代的情景。livedoor事件正是在这种大好形势下突然爆发。

### 伪造财务报表的嫌疑
2006年1月16日16时左右，日本放送協會等日本各大电视台突然开始报道东京地方检察厅以涉嫌违反证券交易法为由搜查livedoor总部、董事长堀江贵文的住所以及堀江貴文在新宿的办事处等。起初，livedoor公司曾否认这一消息，但不久被证实这并非谣言。
检方宣称的具体搜查事由是livedoor公司进行了虚假交易。2004年10月，livedoor公司控股75%的日本“价值点击公司”（后更名为“livedoor市场公司”）与“金钱生活出版社”（Money Live）进行換股併購，将“金钱生活出版社”变为自己的全资孫公司（子公司的子公司）。而“价值点击公司”在同年11月的结算短报中，將“金钱生活出版社”併購前的營業額混合計入子公司价值点击公司的財報中以虚增业绩，並以此超出市場的優異表現來激勵行情推动股价上升。
受到这起事件的影响，与livedoor公司合作的富士电视台也发表声明，宣称将研究包括取消与livedoor合作等手段在内的应对方针。富士电视台曾与livedoor签订协议，约定在2007年9月不向第三方出售所持的livedoor的股份，但这一协议随着堀江貴文的辞职而失去效力。目前富士电视台有可能就富士电视台本身股价在这次事件中所受到的影响而向livedoor提起赔偿损失的诉讼。
2006年1月23日，东京地方检察厅以堀江贵文董事长、负责财务的宫内亮治董事、兼任关联企业“livedoor市场公司”总经理的冈本文人董事以及子公司“livedoor金融公司”公司总经理中村长也等人涉嫌违反《证券交易法》为由，将四人逮捕。

### 市场反应
搜查行动的次日17日开始，包括livedoor公司相关的股票在内，东京股票市场的科技网络类股票出现暴跌。但是，通过的当天股价变动图，可以看到狭义上的livedoor危机在当天上午就已结束（livedoor本身的股價已呈現止跌態勢）。但下午13点过后，部分大企业的股票也开始下落，整个市场开始陷入恐慌性抛售的混乱局面，这是广义上的livedoor股灾。
2006年1月18日，东京股票市场突然出现大量个人投资者的下单，在当天14时40分，东京证券交易所交易量猛增至438万笔，即将突破东京交易系统的450万笔处理能力，因此，交易所在收盘前20分钟被迫采取了非常罕见的全面停止股票交易的紧急措施。此外，19日的下午交易时间也被延迟，造成交易时间被缩短30分钟。
2006年1月19日，livedoor公司与livedoor市场公司的股票连续三天跌停。投资者担心被报導的罪名一旦被证实，livedoor将被取消上市资格。而在此前一起大幅下跌的其他公司股票价格，則开始急剧回穩反弹。
2006年1月20日，livedoor系列企业的股票依然持续下跌，但市场整体已基本恢复平静。但是19日与20日的交易笔数仍然达到了390万笔左右，已非常接近东证交易系统400万笔的停止交易警戒线。为此，有关方面也开始计划在年内将交易系统的处理能力提高到700至800万笔。

## Monex危机
2006年1月17日下午，Monex证券宣布将livedoor公司及其关联公司的担保能力调整为0级。这一消息又引起了持有livedoor股票的投资家的抛售狂潮。
Monex证券的这一无先例的无预告紧急变更担保能力的做法，也是引起股市暴跌的一大诱因，因此日本国内外的投资家及相关人士也将这次股市风波称为“Monex事件”，而未将矛头指向livedoor。
2006年1月19日，内閣府特命担当大臣（金融、経済財政政策担当大臣）与謝野馨公开批评Monex证券的这一做法。Monex证券对此表示反驳，但在当天收回了对livedoor自动公司的担保能力变更措施，调回到之前的水准。

## 後續發展
- 2006年2月，民主黨指控，自由民主黨幹事長武部勤的兒子收受堀江貴文3000萬日元的賄賂。
- 2006年3月13日，東京證券交易所宣佈，livedoor以及livedoor市场兩家公司的股票自2006年4月14日起下市。
- 2006年4月27日，堀江貴文在三個月的羈押後，以三億日元的保釋金獲得交保。
- 2006年6月5日，由于涉嫌与livedoor进行内线交易收购富士电视台股票，东京地方检察厅特别搜查部逮捕了村上基金总裁村上世彰，引发当日东京证券交易所股票行情剧烈波动。
- 2006年9月4日，堀江貴文首度到東京地方法院出庭應訊。他辯稱無罪，也沒有指示部屬去做。他並指稱，檢方的起訴書充滿惡意內容，讓他很意外。
- 2007年3月16日上午，東京地方法院作出一審宣判，堀江貴文被判有期徒刑兩年六個月，不得緩刑；堀江貴文堅稱自己無罪，揚言將提出上訴。該日下午，堀江貴文以五億日元的保釋金獲得交保。
- 2007年6月12日，東京地方法院公審村上世彰等人，村上世彰遭檢方具體求刑有期徒刑3年、罰金300萬日元、追繳金額11.49億日元。

## Livedoor企业网络
- livedoor公司(株式会社ライブドア,Livedoor Co,Ltd.)
- livedoor市场公司(株式会社ライブドアマーケティング,Livedoor Marketing Co,Ltd.)
- livedoor金融集团公司(株式会社ライブドアフィナンシャルホールディングス,Livedoor Financialholdings Inc.)
- 媒体交换机公司(メディアエクスチェンジ株式会社,Media EXchange Inc.(MEX))
- 城动公司(株式会社ダイナシティ,DYNACITY Corporation)
- livedoor汽車公司(株式会社ライブドアオート,Livedoor Auto)
- Turbolinux(ターボリナックス株式会社)
- 塞西尔公司(株式会社セシール,Cecile)